# Traviata la Paris
Traviata la Paris  (titlul original: în italiană La traviata a Paris) este o operă filmată coproducție franco-italiană, realizat în anul 2000 de regizorul Pierre Cavassilas, după opera Traviata de Giuseppe Verdi, la baza căreia stă romanul Dama cu camelii a scriitorului Alexandre Dumas fiul. Filmul a fost conceput și produs de Andrea Andermann și   transmis prin mondovision în peste o sută de țări din toată lumea. Maestrul Zubin Mehta a dirijat Orchestra sinfonică națională RAI.  

## Distribuție
- Eteri Gvazava – Violetta Valéry (soprană)
- José Cura – Alfredo Germont (tenor)
- Rolando Panerai – Giorgio Germont, tatăl său (bariton)
- Raphäelle Farman – Flora Bervoix (mezzo-soprană)
- Nicolas Rivenq – Baronul Douphol (bariton)
- Alain Gabriel – Gastone, viconte de Létorères (tenor)
- Magali Leger – Annina, camerista Violettei (mezzo-soprană)
- Giorgio Gatti – marchizul de Obigny (bas)
- Victor Garcia Sierra – doctorul Grenvil (bas)
- Antonio Márquez – toreadorul

## Coloana sonoră
- 1 Preludio
- 2 Dell'invito Trascorsa È Già L'ora?
- 3 Libiamo, Libiamo Ne'lieti Calici
- 4 Oh! Qual Palor!
- 5 Un Dì Felice
- 6 Si Ridesta In Ciel L'aurora
- 7 È Strano! È Strano! ... Ah, Fors'è Lui
- 8 Follie! ... Sempre Libera
- 9 Lunge Da Lei
- 10 De'miei Bollenti Spiriti
- 11 O Mio Rimorso!
- 12 Pura Siccome Un Angelo
- 13 Dite Alla Giovine
- 14 Dammi Tu Forza, O Cielo!
- 15 Ah, Vive Sol Quel Core
- 16 Avrem Lieta Di Maschere La Notte
- 17 Noi Siamo Zingarelle
- 18 Di Madride Noi Siam Matadori
- 19 Invitato A Qui Seguirmi
- 20 Preludio
- 21 Teneste La Promessa
- 22 Addio, Del Passato Bei Sogni
- 23 Largo Al Quadrupede Sir Della Festa
- 24 Parigi, O Cara, Noi Lasceremo
- 25 Ah! Gran Dio! Morir Sì Giovane
- 26 Mio Padre!
- 27 Se Una Pudica Vergine Degli Anni Suoi Nel Fiore
- 28 End Credits

Special Features  
- 29 Making Of La Traviata À Paris Film Director – Henry Poulain (51:27)
- 30 Promos Of La Traviata À Paris (4:01)
- 31 Spots Of La Traviata À Paris (2:49)
- 30 Outtakes (2:05)
- 31 Gossett Intros: Verdi, La Traviata À Paris

Prezentator – Philip Gossett (7:11)  

## Culise
Duminică, 4 iunie 2000, (23:25 ora României) s-a transmis la televiziune prin Mondovision în peste 100 de țări din întreaga lume, opera Traviata de Verdi, într-o nouă și fascinantă înscenare. După ideea producătorului Andrea Andermann, este prezentată într-un decor original din Paris, povestea despre dragoste și moarte a curtezanei Violetta Valéry, de către regizorul Giuseppe Patroni Griffi, cameramanul Vittorio Storaro și întreaga echipă de peste 200 de tehnicieni și alți angajați. 
Locul acțiunii, unde s-a petrecut povestea „Damei cu camelii” a lui Alexandre Dumas cu mai bine de 150 de ani în urmă, sunt în această înscenare, saloanele Hotelului de Boisgelin, o vilă la țară din Le  Hameau de la Rheine lângă Paris, Petit Palais în Paris și Île Saint-Louis.
Distribuția este de un nivel excepțional: José Cura îl interpretează pe nefericitul Alfred, iar Rolando Panerai pe tatăl acestuia, Georg Germont. În rolul Violettei debutează soprana rusă Eteri Gvazava, care în 1997 a surclasat 700 de coparticipanți din întreaga lume, la concursul de interpretare organizat de Fundația Bertelsmann. Zubin Mehta a dirijat Orchestra Simfonică a RAI. Înregistrările s-au făcut în 3 și 4 iunie și au fost transmise de mondovision în întregime.
Pentru înregistrările din parc, au fost plasate peste tot monitoare și difuzoare mascate în boschete, iar actorii au avut microfoane ascunse în haine și chiar în păr, iar sala orchestrei care se afla în altă localitate, era la fel echipată cu monitoare, muzica interpretată fiind live, astfel dirijorul să poată urmări și coordona întreaga interpretare ca să se potrivească impecabil. 